# Harmonia quadripunctata
Harmonia quadripunctata је инсект из реда тврдокрилаца (Coleoptera) и породице бубамара (Coccinellidae).

## Опис
Глава је бела за два црна клина који се сужавају према предњем рубу. Пронотум је бео са укупно једанаест црних мрља, од којих оних крупнијих у средини формирају слово "М". Покрилца имају основну боју у којој су помешане црвенкаста, окер и бела. Црних мрља нема или су 2 на самим боковима. Дужина тела је 5–7,5 mm.

## Распрострањење и станиште
Настањује готово целу Европу, осим крајњег севера. У Србији не тако ретка, налажена обично у низији. Обично живи на бору и јели.

## Форме
- Harmonia quadripunctata var. sordida Weise, 1879
- Harmonia quadripunctata var. nebulosa Weise, 1879
- Harmonia quadripunctata var. abieticola Weise, 1885
- Harmonia quadripunctata var. pinastri Weise, 1879
- Harmonia quadripunctata var. rustica Weise, 1879
- Harmonia quadripunctata var. multimaculata Heyden
- Harmonia quadripunctata var. sedecimpunctata Fabricius, 1781